# کیلوگرم-نیرو
کیلوگرم نیرو (kgf یا kgF), یا کیلوپوند (kp, از کلمه لاتین pondus به معنی وزن) یک یکای نیرو است. این مقدار برابر است با نیرویی که بر یک کیلوگرم جرم در یک میدان گرانشی با شتاب ۹٫۸۰۶۶۵ m/s۲ (شتاب متوسط گرانشی در زمین) وارد می‌شود. بنابرین یک کیلوگرم-نیرو برابر است با ۹٫۸۰۶۶۵ N. به‌طور مشابه یک گرم نیرو برابر است با ۹٫۸۰۶۶۵ mN, و یک میلی‌گرم نیرو برابر است با ۹٫۸۰۶۶۵ µN.